# Јахоц
Јахоц (алб. Jahoc) је насељено место у општини Ђаковица, на Косову и Метохији. Према попису становништва из 2011. у насељу је живело 553 становника.

## Становништво
Према попису из 2011. године, Јахоц има следећи етнички састав становништва:
| Националност | 2011.        |
| Албанци      | 553 (100,0%) |
| Укупно       | 553          |

| Демографија | Демографија | Демографија |
| Година      | Становника  | Становника  |
| ----------- | ----------- | ----------- |
| 1948.       | 87          |             |
| 1953.       | 126         |             |
| 1961.       | 189         |             |
| 1971.       | 230         |             |
| 1981.       | 470         |             |
| 1991.       | 615         |             |
| 2011.       | 553         |             |